# Impureza
Impurezas são substâncias dentro de uma quantidade confinada de líquido, gás, ou sólido, que diferencia da composição química do material ou composto.
Impurezas ocorrem tanto naturalmente quando adicionadas durante a síntese de um produto químico ou comercial. Durante a produção, impurezas podem ser propositalmente, acidentalmente, inevitavelmente ou incidentemente adicionadas a substância.
O nível de impurezas em um material é geralmente definido em termos relativos. Padrões tem sido estabelecidos por várias organizações que procuram definir os níveis permitidos de várias impurezas em produtos manufaturados.